# ФК Пачука
ФК Пачука (шп. Club de Fútbol Pachuca) је мексички фудбалски клуб.
Основан је 1901, па је један од најстаријих мексичких професионалних фудбалских клубова. Најуспешнији је мексички клуб у посљедњих десет година, за то време је освојио пет наслова државног првака, три КОНКАКАФ Лигу шампиона и једанпут СуперЛигу и Копа Судамерикану. Своје домаће утакмице играју на стадиону Идалго.
Освојили су 5. место на клупском првенству Света 2010.